# اولاد عسکر
اولاد عسکر (به عربی: أولاد عسکر) یک شهرداری در الجزایر است که در استان جیجل واقع شده‌است.